# 殷国光 (1946年9月)
殷国光（1946年9月—），男，江苏海门人，中华人民共和国政治人物，曾任江西省政协副主席，第八届全国人大代表。